# Sara van de Geer
Sara Anna van de Geer (7 mei 1958, Leiden) is een Nederlandse wiskundige en statisticus. Van de Geer is hoogleraar wiskunde aan ETH Zürich en voorzitter van de Bernoulli Society.
Van de Geer studeerde af in de wiskunde in 1982 en promoveerde in 1987 in dat vakgebied aan de Universiteit van Leiden. Haar proefschrift, getiteld Regression Analysis and Empirical Processes, werd geschreven onder begeleiding van Willem van Zwet en Richard Gill. Sindsdien is Van de Geer werkzaam geweest aan universiteiten in Bristol, Utrecht en Toulouse. Sinds 2005 werkt zij in Zürich.
Haar onderzoek richt zich op de wiskundige kant van vraagstukken binnen de regressie-analyse. Hierbij richt zij zich met name op hoog-dimensionale data en methoden als lasso, en M-schattingen. In 2016 was zij de winnaar van de Wald Lecture van het Institute of Mathematical Statistics. Tevens is zij lid van de Koninklijke Nederlandse Akademie van Wetenschappen.
Van de Geer is de dochter van de Nederlandse psycholoog/methodoloog John P. van de Geer.

## Geselecteerde publicaties
- P. Bühlmann & S. van de Geer (2011). Statistics for high-dimensional data: methods, theory and applications. Springer.
- S. van de Geer (2000). Applications of empirical process theory. Cambridge Series in Statistical and Probabilistic Mathematics. Cambridge University Press.
- L. Meier, S. van de Geer, P. Bühlmann (2008). The group lasso for logistic regression. Journal of the Royal Statistical Society, Series B: Statistical Methodology. doi:10.1111/j.1467-9868.2007.00627.x
- J. Goeman, S. van de Geer, F. de Kort, H. van Houwelingen (2004). A global test for groups of genes: testing association with a clinical outcome. Bioinformatics. doi:10.1093/bioinformatics/btg382
- S. van de Geer (2008). High-Dimensional Generalized Linear Models and the Lasso. The Annals of Statistics. doi:10.1214/00905360700000929
- S. van de Geer & P. Bühlmann (2009). On the conditions used to prove oracle results for the lasso. Electronic Journal of Statistics. doi:10.1214/09-EJS506
- H. van de Stadt, A. Kapteyn, S. van de Geer (1985). The relativity of utility: evidence from panel data. The review of economics and statistics. doi:10.2307/1924716
- S. van de Geer (1995). Exponential inequalities for martingales, with application to maximum likelihood estimation for counting processes. The Annals of Statistics
- S. van de Geer (1993). Hellinger-Consistency of Certain Nonparametric Maximum Likelihood Estimators. The Annals of Statistics